# Vihtijärvi kapell
Vihtijärvi kapell (finska: Vihtijärven kappeli) är ett lutherskt kapell i byn Vihtijärvi i Vichtis, Finland. Kapellet ägs av Vichtis församling. Vid kapellet finns en liten begravningsplats. Kapellet har en klockstapel med en kyrkklocka.

## Historia och arkitektur
Vihtijärvi kapell, som är byggt i granit och tegel, färdigställdes år 1961. Kapellet ritades av Esko Toiviainen och Tarja Toiviainen. År 1946 skänkte Hans Brummer till Hiiskula gård markområdet där kapellet står till Vichtis församling. Tanken var redan då att bygga ett kapell på plats och anlägga en liten begravningsplats omkring kapellet. Två barn till Brummers chaufför hade omkommit i en drunkningsolycka samma år och Brummer ville hedra minnet av dem genom byggandet av kapellet.
Ungefär 100 personer ryms i kapellet.
Kapellets altartavla Herdarnas tillbedjan är utförd av Severin Falkman år 1871. Orgeln med fem register tillverkades av orgelfabrik Veikko Virtanen år 1975.